# Ich hatte mir noch so viel vorgenommen
Ich hatte mir noch so viel vorgenommen ist ein Album des Sängers und Liedermachers Hannes Wader aus dem Jahr 1971.

## Entstehung/Bedeutung
Auf Waders zweitem Album wurden die Einflüsse angloamerikanischer Folklore deutlich. Es ist bereits der Gitarrenstil zu hören, der für Hannes Wader typisch werden sollte. Zum ersten Mal ist hier der Gitarrist Werner Lämmerhirt dabei, der auch den folgenden Wader-Alben ihren charakteristischen Klang verliehen hat. Dieser resultierte aus dem Bewusstsein, dass im Deutschland der Nachkriegszeit die Sehnsucht nach Freiheit und unbegrenzten Möglichkeiten mit angloamerikanisch geprägter Musik zum Ausdruck gebracht werden konnte. Wader wurde bei seinen Liedern in diesem Stil von den amerikanischen Sängern Bob Dylan, Tom Paxton und Pete Seeger geprägt.

## Besonderheiten
Hannes Wader pflegt auch hier die Tradition des Talking-Blues durch den Titel Monika. Der Protagonist lebt mit einem Schwein zusammen, weil er einsam ist. Das Tier muss schließlich aufgrund einer Alkoholvergiftung notgeschlachtet werden. Auf dem Debütalbum Hannes Wader singt … war diese Tradition mit dem Titel Frau Klotzke begründet worden.
Das Album ist gesellschaftskritischer als sein erstes (Hannes Wader singt …), was besonders in dem Lied Steh doch auf, du armer Hund deutlich wird. In den Titeln Charley, Aufgewachsen auf dem Lande und Ich hatte mir noch so viel vorgenommen werden die Außenseiter der Gesellschaft betrachtet, beziehungsweise Spießbürger aufs Korn genommen. Die Arschkriecher-Ballade setzt sich mit einer systembedingten, negativen Charaktereigenschaft auseinander und fand vor allem in der antiautoritären Szene großen Anklang.

## Titelliste
1. Charley – 5:34
2. Eine, die du nicht kennst – 6:54
3. Steh doch auf, du armer Hund – 6:19
4. Hör auf, Mädchen – 4:34
5. Aufgewachsen auf dem Lande – 5:45
6. Monika – 4:25
7. Arschkriecher-Ballade – 5:20
8. Ich hatte mir noch so viel vorgenommen – 9:10

## Rezeption
In der Segeberger Zeitung stand Anfang 1972, dass die Musik gekonnt vorgetragen werde und „sehr stark an Stilelemente des amerikanischen Folksongrevivals“ erinnere. Die Texte würden realistische Situationen beschreiben, zwei Lieder trügen autobiografische Züge. Das nachdenklich stimmende Album sei „außerordentlich zufriedenstellend“ ausgefallen. 1976 bezeichneten Joachim Hagenow und Norbert Klugmann im Musik Joker die Lieder Arschkriecher-Ballade und Steh doch auf, du armer Hund als „sehr skurrile Beispiele“ aus der „bürgerlichen Welt“. Überhaupt seien Waders Lieder „Alltagsballaden, Milieuschilderungen aus dem eigenen Erfahrungsbereich, denen die Mey’sche Geschliffenheit fehlt und die an eine antiquierte Alltagssprache erinnern“. Kaarel Siniveer hob 1981 in seinem Folk Lexikon die Beeinflussung der Gitarren-Spieltechnik durch die amerikanische Folk Music hervor, die dafür sorge, dass die Lieder „rhythmisch losgingen“. Das große RTL Lexikon der Pop Musik rechnete 1982 Ich hatte mir noch so viel vorgenommen zu den vier wichtigsten Platten Waders.